# Caradrina predotae
Caradrina predotae är en fjärilsart som beskrevs av Karl Schawerda 1931. Caradrina predotae ingår i släktet Caradrina och familjen nattflyn. Inga underarter finns listade i Catalogue of Life.